# Islam i homoseksualnost
Islam i homoseksualnost je poseban oblik gledanja na istopolne osobe i njihove odnose unutar muslimanskog društva, koja se razlikuje u zavisnosti od vremena, mesta, i vrste ili forme — homoseksualnosti ili biseksualnosti. Trenutno odnos Islama, kao jedne od velikih svetskih religija, i homoseksualnosti zasnovan je na negativnom stavu prema LGBT osobama.
Međutim unutar pojedinih grupa postoje i „struje” koje na homoseksualnost gledaju pozitivno (ili bar pozitivnije). Mali broj islamskih učenjaka, uglavnom na Zapadu, počeo je poslednjih godina da preispitivati islamsko učenje o homoseksualnosti i zaključili da je opšta osuda pogrešna interpretacija. Međutim, ovaj pogled tek počinje da se razvija i nije široko prihvaćen.

## Osnovne postavke
Homoseksualnost je bila dijagnostička kategorija u popisu svih mentalnih bolesti u Dijagnostičkom i statističkom priručniku za mentalne poremećaje (DSM) od prvog izdanja 1952. godine i nalazila se u osnovi svih medicinskih modela mentalne bolesti od 19. veka. Međutim kada je Američka psihijatrijska asocijacija 1973. godine uklonila homoseksualnost iz DSM-III (III-ći popis svih mentalnih bolesti), uz objašnjenje „da homoseksualnost nije nužno povezana sa psihopatologijom”, u većini slučajeva stavovi Islama se nisu promenili, jer je u glavama verskih velikodostajnika i velike grupe vernika, homoseksualnost i dalje ostala, i još dugo će ostati, nešto vanprirodno i biološki i društveno nemoralno.

Iako su se unazad 50 godina, u savremenom društvu, stavovi o homoseksualnim osobama menjali, počev od onih medicinskih, pa do onih društvenih, ma kolike te promene bile (male ili velike), uvek su ti stavovi u većoj ili manjoj meri bili opterećeni predrasudama, kao i prema svakoj manjinskoj grupi. Ili kako tvrdi doktor Gregori Herek, 
...stavovi većine prema homoseksualnim osobama slični su onima prema ostalim manjinskim grupama, rasnim, etničkim itd.
 Opstajanju ovih predrasuda u velikoj meri doprinosi i stav čvrsti stavovi Islama zasnovani na Kuranu. 
Sa modernizacijom društva, neke religije ili bar pojedini njeni glasnogovornici, vremenom su ublažili stav prema homoseksualnosti, ali su ovakvi slučajevi, u Islamskom svetu na globalnom nivou, u velikoj meri usamljeni.
Islam kao i hrišćanstvo (ali i druge religije) zvanično osuđuju homoseksualnost, a pitanje intenziteta osude je u direktnoj sprezi sa stepenom ekstremizma i raširenosti religije (npr kod pripadnika ISIS-a)

Na negativan stav Islama svakako utiče i viševekovna doktrina religije o što većoj masovnosti vernika. Naiame zbog loših uslova života, brojnih epidemija zaraznih bolesti, i velike smrtnost u brojnim ratovima, u srednjem i novom veku, to je negativno uticalo na populacionu politiku, svih većih religija, pa i Islama, koje su se kroz istoriju zalagale za što veći broj dece, zabranu abortusa i sl. Jer je razmnožavanje bilo od esencijalne važnosti za crkvu iz razloga umnožavanja stanovništva a time i vernika. Međutim, danas na planeti Zemlji živi preko 6,5 milijardi ljudi, što se označava kao prenaseljenost. Dalje, životni vek je drastično produžen, medicina i tehnologija su napredovale. Istorijske promene su se dogodile. Međutim, promene u posmatranju homoseksualnosti iz ugla religije, gotovo da su identične onima od pre nekoliko vekova. Sve ovo u potpunosti potvrđuje Vajnbergovu tvrdnja, 
„Religija je uvreda za ljudsko dostojanstvo. Sa religijom ili bez nje, dobri ljudi će činiti dobro, a zli će činiti zlo. Ali da bi dobri ljudi činili zlo, za to je potrebna religija.”
 i govori u prilog postojanja velike hostilnosti Islama prema homoseksualnim osobama koja traje skoro koliko i sama Islam, bez obzira na novonastale društvene promene.
Modernizacija društva s početka 21. veka donela je ipak i neke promene u učenju Islama, da prihvata homoseksualne osobe, ali ne i homoseksualne odnose i njihoovo ponašanje, ali su one jako malobrojne.

## Odnos Islama prema gejevima i lezbejkama
Islamski naučnici u velikoj meri uče da je istopolni seks greh. Muslimanska sveta knjiga, Kuran, pripoveda priču o Lutu i uništenju Sodome - a sodomija na arapskom jeziku je poznata kao "liwat", zasnovana na Lutovom imenu. Ljudi koji imaju seksualne odnose trebaju biti kažnjeni, kaže Kuran, ali ne kaže kako - i dodaje da ih treba ostaviti na miru ako se pokaju. Umesto toga propagira se da smrtna kazna dolazi od hadisa, ili iz iskaza proroka Muhameda. Načini se razlikuju po metodi ubijanja, a neke države daju manje kazne u nekim okolnostima.
Kuran zapravo navodi priču o „Lutovom narodu" koji je uništen Božijim gnevom zato što su se upustili u požudne telesne postupke između ljudi. Homoseksualne radnje su zabranjene u tradicionalnoj islamskoj praksi i podložne su različitim kaznama, uključujući smrtnu kaznu, u zavisnosti od situacije i pravne škole. Međutim, homoseksualni odnosi su se uglavnom tolerisali u predmodernim islamskim društvima, a istorijski zapisi sugerišu da su ovi zakoni retko korišćeni, uglavnom u slučajevima silovanja ili drugih „izuzetno očiglednih kršenja javnog morala".
Homoerotske teme među muslimanima kultivisane su u poeziji i drugim književnim žanrovima napisanim na glavnim jezicima muslimanskog sveta od osmog veka do moderne ere. Koncepti homoseksualnosti koji se nalaze u klasičnim islamskim tekstovima podsećaju na tradiciju grčkorimske antike, a ne na moderne zapadne predstave o seksualnoj orijentaciji. Očekivalo se da će mnogi ili najzreliji muškarci biti seksualno privučeni i ženama i muškim adolescentima (različito definisanim), ali od muškaraca se ipak očekivalo da žele da igraju samo aktivnu ulogu u homoseksualnom odnosu kada odrastu.
Međutim i danas sve glavne islamske sekte se protive homoseksualnosti, а LGBT osobe kažnjavaju se smrću u šest islamskih zemalja: Saudijska Arabija, Iran, Mauritanija, Sudan, Somalija, Jemen i Afganistan (u kome Talibani koriste smrtnu kaznu). U drugim islamskim zemljama, kao što su Bahrein, Katar, Alžir, Pakistan, Malezija i Maldivi, homoseksualnost se kažnjava zatvorom, novčanom kaznom ili bičevanjem.

Prema ISIS-ovom radikalnom tumačenju islama,
homoseksualce treba bacati iz visoke zgrade, a zatim kamenovati ako nisu mrtvi kada udare u zemlju.
 Ova grupa bazira ovu groznu kaznu na jednom stavu u kojem je Poslanik Muhamed navodno rekao da bi homoseksualci trebali biti bačeni s ogromne visine, a zatim kamenovani. Tokom samo dve godine, ISIS je bacio desetke gej muškaraca sa visokih zgrada u oblastima Iraka i Sirije pod svojom kontrolom. Pre ISIS-a, ova metoda se retko koristila, iako su drugi militanti islamisti homoseksualce i lezbijke kažnjavali smrću. 

Islamska učenja u tradiciji hadisa priznaju istopolnu privlačnost, cene uzdržavanje i (u Kuranu) osuđuju upražnjavanje istopolne ljubavi. U skladu sa ovim u islamskim zemljama osećanje privlačnosti muškarca prema lepom mladiću je očekivano i oprašta se kao ljudska priroda. Ipak, 
...uzdržavanje od otkrivanja ili delovanja u cilju ispunjena ove požude nagrađuje se u rajskom životu, gde čovek uživa sa večno mladim, nevinim ljubavnicama i ljubavnicima (hurija i gulam, jednako upoređivani sa biserima.
 Islamisti istopolni odnos smatraju ogrešenjem o Kuran. Iako istopolna privlačnost nije protiv Šerijata, fizičko prepuštanje strastima u Islamu se kažnjava po strogim šerijatskom zakonu. 

Pasivna uloga u seksualnom odnosu se smatra nedostojnom. Transrodne osobe koje često nastupaju u islamskim državama kao zabavljači(ce) su prezrene zbog svoje submisivne uloge, ali istovremeno cenjene zbog svojih veština. Ovo ima svoje začetke u ulogama koje su imali bacche i kočeci. 
Aktivnu ulogu u seksualnom činu ima muškarac koji sebe ne identifikuje kao homoseksualca ili geja i koji je obično ispunio društvena očekivanja da se oženi i ima decu. Njihova homoseksualna iskustva se smatraju daljim potvrđivanjem muževnosti.
 Premda ovo predstavlja generalnu kulturnu konstrukciju, praksa se umnogome razlikuje. 
Diskurs o homoseksualnosti u islamu tiče se gotovo isključivo odnosa između muškaraca. Ako se ženska homoseksualnost nekada pominje to je izjednačeno sa prevarom. Istoričar Abu Jafar Muhammad ibn Jarir ibn Yazid ibn Kathir al-Tabari beleži ubistvo lezbejskog para iz harema pod kalifom Abu Abdullah Musa ibn Mahdi al-Hadi (785-786).
Islam toleriše istopolne želje kada ih posmatra kao iskušenje, ali istopolne seksualne odnose smatra transgresijom prirodne uloge i cilja seksualne aktivnosti.

Istorijski posmatrano i sa izuzecima, kažnjavanje za istopolne odnose između muškaraca u islamu bilo je mnogo blaže nego u judaizmu ili hrišćanstvu. U Kuranu se navodi da osoba koja je počinila greh može da se pokaje i da sačuva svoj život. Mnoge islamske kulture, one rane kao što su one na teritoriji Vavilonje, Egipta i Hanana, gde je dokumentovano da je homoseksualnost igrala važnu društvenu ulogu zbog njihove izloženosti helenističkoj kultur, ali i one koje su se kasnije razvile, kao abasidski kalifat ili safavidska Persija, bile su poznate po negovanju sofisticirane homoseksualne estetike u umetnosti i književnosti. Svoj ljubavni i religiozni život oni mire citiranjem hadisa: 
Onaj koji voli i ostane čedan i krije svoju tajnu i umre, umire kao mučenik“. Kasniji hadisi su oštriji: „Kada se muškarac popne na drugog muškarca, Božje presto se trese… Neka se ubije onaj koji to radi i neka se ubije onaj nad kojim se to radi.
 I stari i moderni fundamentalisti ove reči tumače doslovno, što je rezultovalo brojim ubistvima. 
Gledanja religije kroz stav da ona dozvoljava istopolnu ljubav sve dok je ona čedna i dok nemaju seksualni odnos, nalazimo u delima Ibn Hazima, Ibn Dauda, Al-Mutamida, Abu Nuwasa i mnogi drugih, koji su koristili ovo da bi pisali otvoreno o ljubavi između muškaraca, dok su tvrdili da su ostali čedni. Dalje, da bi se kršenje ovog propisa dokazalo potrebno je da četiri muškarca, odnosno osam žena posvedoče protiv optuženog, što otežava progon onih koji ne ostanu čedni u privatnosti svog doma.

### Anketa
U anketi koju je 2013. godini, sproveo istraživački centar Pev (eng. Pew Research Center) o globalnom prihvatanju homoseksualnosti u mnogim pretežno  muslimanskim zemljama navodi se da homoseksualnost treba odbaciti. U ovoj anketi 80% Libanaca izjasnilo se protiv homoseksualnosti, zatim 78% Turaka , 86% Malezijaca , 87% Pakistanaca , 93% Palestinaca i Indonežana , 94% Tunišana , 95% Egipćana i 97% Jordanaca. Takođe anketa je pokazala da je odbijajući stav u nekim zemljama, sve konzervativnija među mlađim ljudima, što se može uočiti i na ovoj tabeli:
| Država                           | 18-29 | 30-49 | 50+ |
| -------------------------------- | ----- | ----- | --- |
| Homoseksualnost treba prihvatiti | %     | %     | %   |
| Turska                           | 9     | 7     | 10  |
| Egipat                           | 3     | 2     | 3   |
| Jordan                           | 5     | 1     | 1   |
| Liban                            | 27    | 17    | 10  |
| Palestina                        | 5     | 3     | --  |
| Tunis                            | 3     | 2     | 1   |
| Indonezija                       | 4     | 2     | 3   |
| Malezija                         | 7     | 10    | 11  |
| Pakistan                         | 2     | 2     | 2   |
| Senegal                          | 5     | 2     | 2   |

U istraživanju sprovedenom 2016. godine u Velikoj Britaniji, 52% anketiranih muslimana izjavilo je da homoseksualnost u Britaniji ne bi trebala biti legalna.
Prema studiji koju je u šest evropskih zemalja (Francuska, Belgija, Nemačka, Holandija, Austrija i Švedska) sroveo berlinski društveni o-naučni centar WZB u 2013. godine 60% anketiranih muslimana odbacuje homoseksualce.
Istraživanje IFOP-a sprovedeno 2019. godine pokazuje da 63% francuskih muslimana smatra da je homoseksualnost "bolest ili "seksualna perverzija", odnosno 49 puta više nego među francuskim katolicima.

## Prvi nagoveštaji promene stavova među islamistima
Ipak, uprkos strogom islamskom učenju, muslimani u nekim zemljama daju podršku LGBT pravima. Nešto više od 40% američkih muslimana izjavilo je da su prošle godine podržavali istopolne brakove, navodi se u izveštaju Instituta za istraživanje religije sa sedištem u Wašingtonu.
Pored toga, mali broj islamskih teoretičara, uglavnom na Zapadu, počeo je preispitivati islamsko učenje o homoseksualnosti i zaključili da je opšta osuda pogrešna interpretacija. Međutim, ovakvo viđenje homoseksualnosti je tek na početku i nije široko prihvaćeno.
Verski mešoviti Liban je najliberalniji je među arapskim zemljama u pogledu istopolnih odnosa i ima aktivnu LGBT zajednicu. Ipak, libanski zakon zabranjuje homoseksualnost, iako se doduše retko procsuira i osporava homoseksualnost u sudovima. Liban je 2017. godine postao prva arapska zemlja koja je održala gej nedjelju ponosa, iako je svečano otvaranje događaja otkazano zbog zabrinutosti za bezbednost učesnika nakon pretnji nasiljem.
Albanija je takojedna od zemalja, u kojoj su homoseksualci sve aktivniji i već više godina održavju parade ponosa u Tirani, uprkos protivljenju dela albanske islamističke zajednice.

## Islamofobični homonacionalizam
U zapadnim zemljama pojavile su se društvene i političke grupe i pokreti, kako unutar tako i izvan LGBT pokreta , posebno vezani za ekstremnu desnicu , koji imaju islamofobični diskurs prema imigrantima iz arapskog sveta, uglavnom iz zemalja koje primenjuju šerijatski zakon. Homoseksualni činovi među odraslim su kriminalizovani, tvrdnjom kroz ishitreno generalizovanje, da svi muslimani, potiču iz iste kulture, i podstiču odbacivanje LGBT zajednice i promovišu, opravdavaju ili čine homofobični zločini iz mržnje, uključujući ignorisanje LGBT muslimanskih azilanata koje plaše da će biti kažnjeni, zatvoreni ili pogubljeni zbog svoje seksualne orijentacije.

## Spoljašnje veze
Mediji vezani za članak Islam i homoseksualnost na Vikimedijinoj ostavi